# Óscar Sánchez (zapaśnik)
Óscar Ignacio Sánchez Silva de Santiago (ur. 13 stycznia 1967 w Dénii) – hiszpański zapaśnik walczący w stylu klasycznym. Olimpijczyk z Seulu 1988, gdzie zajął szesnaste miejsce w wadze półśredniej. 
Zajął osiemnaste miejsce na mistrzostwach świata w 1991. Piętnasty na mistrzostwach Europy w 1994. Szósty na igrzyskach śródziemnomorskich w 1991 roku.

## Letnie Igrzyska Olimpijskie 1988
| Konkurencja          | Rundy eliminacyjne     | Rundy eliminacyjne  | Klas. końcowa |
| Konkurencja          | Przeciwnik I           | Przeciwnik II       | Miejsce       |
| -------------------- | ---------------------- | ------------------- | ------------- |
| 74 kg styl klasyczny | Franc Podlesek (YUG) P | Józef Tracz (POL) P | 16.           |